# Bouche de Bétizac
La variedad de castaña gigante de Bétizac, oficialmente Bouche de Bétizac, es un cultivar francés de la castaña desarrollado en 1962 por INRA en la estación de Malemort cerca de Briva (Lemosín, Francia). Es un híbrido controlado entre Castanea sativa y Castanea crenata (Bouche rouge hembra × Castanea crenata CA04 macho). 
Esta variedad produce castañas de tamaño grandes a muy grandes. Tiene muy buen sabor para un híbrido. Junto con Marigoule, es la variedad que actualmente más se cultiva en Francia, ya que es una variedad muy productiva (3 t/ha en promedio). 
Su fruto es brillante, marrón castaño claro que se vuelve rápidamente marrón y marrón oscuro.

## Cultivo
El árbol vertical de altura moderada se puede plantar firmemente en los castaños (7 m × 7 m), con 200 árboles/ha. Además, su productividad madura rápidamente. En cultivos regados por goteo en Burdeos, la producción acumulada a la edad de 5 a 7 años puede ser de entre 21 y 40 kg por árbol.
Bouche de Bétizac produce un polen estéril y está polinizado por muchas variedades como Belle Epine, Marron de Goujounac, Marron de Chevanceaux y en menor grado Bournette, Precoce Migoule, Maraval y Marsol. 
El Bouche de Bétizac no es muy susceptible al cancro del castaño ni a la avispilla del castaño. Sin embargo, como una variedad de brotación temprana, es sensible a las heladas de primavera. Bouche de Bétizac mantiene sus hojas hasta principios de otoño. Los frutos cuelgan del árbol durante mucho tiempo y a veces se usan vibradores para ayudar a la cosecha. En el suroeste de Francia, se encuentra a una altitud de hasta 400 m s. n. m..